# Nord du Maranhão

Étendue de la région du nord du Maranhão.

Le nord du Maranhão est l'une des 5 mésorégions de l'État du Maranhão, au Brésil. Elle regroupe 60 municipalités groupées en 6 microrégions.

## Données
La région compte 2 410 524 habitants pour 52 614 km2.

## Microrégions
La mésorégion du nord du Maranhão est subdivisée en 6 microrégions:
- Agglomération urbaine de São Luís
- Baixada Maranhense
- Itapecuru Mirim
- Lençois Maranhenses
- Littoral occidental du Maranhão
- Rosário